# Maria De Filippi
Maria De Filippi (Milán, 5 de diciembre de 1961) es una presentadora, guionista y productora de televisión italiana.
Activa en la televisión desde 1992, cuando empezó a trabajar para Canal 5 conduciendo el talk show de la tarde Amigos, ha consolidado su reputación en los años siguientes presentando y produciendo diversos formatos que se convirtieron luego en programas de televisión famosos en la cadena principal Mediaset, como Hombres y mujeres, Hay un a carta para ti, Temptation Island, Tú sí que vales y Amigos de Maria De Filippi, este último homónimo de su programa con el que comenzó en la televisión.
Es propietaria con RTI de la sociedad de producción televisiva Encanto PGT, que realiza todas las transmisiones conducidas de ella y del marido y cofundador Maurizio Costanzo y otras para los canales Mediaset. En 2013 ha fundado la web TV Witty TV, el sitio Web y plataforma social que pospone a los programas producidos por la sociedad.

## Biografía
Hija de un representante de medicamentos, nace en Milán, pero a los diez años se muda a Mornico Losana, en el Oltrepò Pavese, donde los padres tenían un viñedo. Después de terminar el instituto, el Instituto Clásico Estatal Ugo Foscolo de Pavia, se graduó con honores en Jurisprudencia a la Universidad de los Estudios de Pavia, especializándose en Ciencia de las Finanzas e intentando la carrera en Magistratura.
Después de trabajar como redactora de tesis, colabora por dos años con el Instituto de investigación Sociál (IRS) y después se encargó del departamento legal de una sociedad productora de VHS-de cintas de vídeo. En 1989, durante una conferencia contra la piratería musical organizada en Venecia por la empresa para la que trabaja, conoce a Maurizio Costanzo el cual, después de algunos meses, le ofrece la posibilidad de colaborar para la Simco, sociedad de comunicación e imagen. También se convierte en asistente de Costanzo, que mientras tanto se separó de su tercera esposa Marta Flavi, conocida por la prensa rosa como nueva compañera del famoso presentador y periodista.[cita requerida]

### La fase inicial
Debuta en la tele el 26 de septiembre de 1992, surgiendo a Lella Costa en la conducción del talk show de Canal 5 Amici, transmitido en la primera tarde del sábado, del cual nace también una edición en primera noche titulada Amici di sera y deveniendo autora de la transmisión (junta a Alberto Silvestri) a partir de la segunda temporada por ella conducida. La transmisión, bajo su conducción, gana el Telegatto en el 1995 y en el 1996 en la categoría Mejor transmisión de entretenimiento con huéspedes. De la experiencia del talk show nace además un libro, publicado por la Arnoldo Mondadori Editor y titulado Amigos- Conversaciones con los adolescentes (1996), en los cuales se recogían las historias y las experiencias de los protagonistas huéspedes en la transmisión. Al este libro se hizo otra edición, siempre publicado por la Mondadori, titulado Amigos de noche - Los adolescentes y la familia (1997). En la temporada 1993/1994 conduce sobre Red 4 el talk show A los míos tiempos.
En marzo de 1996 presenta para una semana y con carácter experimental el talk show todo al femenino Eva contra Eva, en la primera tarde de Canal 5. Enseguida, en la misma franja horaria, lanza una nueva transmisión pomeridiana, Hombres y Mujeres, en el aire del lunes al viernes y dedicada a los conflictos entre marido y esposa, que tendrá también un ciclo de transmisiones en primera noche en la primavera de 1998. Gracias también a este programa, la popularidad de la conductora aumenta aún más,bastante que le permite ganar un Telegatto en el 1997 en calidad de Personaje femenino del año.
En el otoño de 1998 conduce el reality show de primera noche Misión imposible, que en cambio obtiene bajos resultados de escucho y se borra después de cinco apuestas y una distrorsión del format original. En el 1999 conduce algunos nuevos programas, todos para la primera noche de Canal 5, como Sucedió Mañana y Parejas (y las relativas especiales Parejas - Monica Lewinsky, en el aire el 14 de abril, y Parejas - Ciao amor, en el aire el 9 de junio). En el primero especial, registrado en los estudios de televisión británicos pocas semanas después de la salida del libro Monica's story, la conductora entrevista la joven pasante de la Casa Blanca, vuelta famosa para el informe sentimental con el entonces Presidente de los EE. UU. Bill Clinton. El según especial está dedicado en cambio a los familiares de los militares y voluntarios italianos,a los cuales se da la oportunidad de revisar y volver a hablar con los propios caros en enlace del Kosovo para la operación Allied Force, en curso en la República Federal de Jugoslavia. Concluida la temporada televisiva, teatro de la última edición de Amigos entretanto colocado sobre Italia 1, siempre al sábado por la tarde, en el verano de 1999 realiza una apuesta cero de Golpe de escena, programa que pero no se propondrá durante la temporada siguiente.
 En 2000 aporta algunos cambios a Hombres y Mujeres, llegado mientras tanto a la quinta temporada consecutiva, dando más espacio a las varias historias contadas por los protagonistas.[sin 

### Años dos mil
En el enero 2000 la conductora lanza un nuevo programa de primera noche, Hay carta para ti (che posta per te) (programa de televisión), ideado por ella junta a  Alberto Silvestri y Salvatore De Pasquale, que obtiene de inmediato un importante resultado por el público, tanto da reproducirla por  Canal 5 en todas las siguientes temporadas,buscando a  una ubicación fija pocos años después de el comienzo en la  prestigiosa primera noche del sábado.[cita requerida],
En el mismo periodo, ajusta el formato de Hombres y mujeres, que de talk show clásico se convierte en dating show, centrado sobre la investigación del alma gemela por un tronista entre algunas personas candidatas espontáneamente, los pretendientes. Con esta nueva fórmula, durante los años 2000 lleva la transmisión en la cima de la popularidad, lanzando diversos actores y personajes televisivos cómo Tina Cipollari, Costantino Vitagliano, Francesco Arca. En la primavera de 2001 presenta una edición del gran Premio Internacional del Espectáculo, junta a Gerry Scotti.
En septiembre 2001, en calidad  de productora a través de la Fascino PGT, lanza un nuevo talent show, Amigos de Maria De Filippi-Serán Famosos, al principio conducido por Daniele Bossari sobre Italia 1 y en seguida conducido por ella. El programa obtiene un gran éxito de publico, cambiando empezando por la segunda edición el titulo en Amigos de Maria De Filippi (a pesar del titulo,el programa no tiene nada que ver con el format de los [[años 1990]) y saliendo promovido sobre Canale 5 desde  2003. Con el paso de las temporadas, el programa se impone en el panorama televisivo conservando audiencias siempre muy positivos,y lanza en el mundo de la musica diferentes artistas,por ejemplo Marco Carta, Alessandra Amoroso, Emma Marrone, Annalisa (cantante), The Kolors, Irama, Alberto Urso y Giordana Angi .[cita requerida]
En el verano del 2004, la conductora propone el reality show querer o volar, realizado sin condición sino realizado por Fascino PGT, mientras que en abril de 2005 conduce, por una semana , el noticiero satírico Tira la noticia junta a Garrison Rochelle y Kledi Kadiu, componentes del reparto deAmigos de Maria De Filippi. El verano de 2005 es escenario de una nueva emisión producida por Fascino PGT,Amor verdadero, en el aire el jueves giovedì in prima serata.
La popularidad obtenida por la conductora y el éxito de las transmisiones por ella conducidas, los ya consolidados Hay carta para ti, Hombres y mujeres y Amigos de Maria De Filippi, le permiten en el 2006 de declarar una renta de 3 millones y 986 mil euros, colocándola así entre los primeros 300 contribuyentes italianos.
En el septiembre de  2006 conduce el poco afortunado Unan1mous, mientras que en la  primavera próxima se nombra autora "en corrida" de Uno, dos, tres, granero , reality show conducido por  Barbara D'Urso con escasos resultados de escucha.[cita requerida]
El 2008 es un año particularmente afortunado para "Amici" di Maria De Filippi que, llegado a la séptima edición, ve triunfar a Marco Carta, que obtiene un importante suceso discográfico inmediatamente después de la conclusión de la transmisión. Es un gran año para la transmisión, que adquiere una mayor credibilidad también en el mercado discográfico, hasta entonces bastante frío frente a los ganadores de las temporadas pasadas del talent. En el mismo año produce el show "Il bello del debutante " conducido por Rita Dalla Chiesa, que no encuentra el éxito del público y, se cierra así después de unas pocas apuestas. El 16 de mayo de 2009 en Turín, en la plaza de San Carlos, en ocasión del Mediaset Day organizado por la conversión al sistema digital de la tele en el territorio piemontès, se desarrolla el espectáculo Amigos - el desafío de los talentos , seguido desde hace alrededor de 50.000 espectadores, que irá en el aire el 16 de junio subsiguiente en primera noche sobre Canal 5, al cuál participan algunos chicos lanzados de la transmisión como Alessandra Amoroso, Valerio Scanu, Karima, Anbeta Toromani y otros. En el 2009 además, está querida por Paolo Bonolis para presentar junto con él la final del Festival de Sanremo, que ve triunfar uno de los cantantes lanzados por el talent show de la De Filippi, Marco Carta.

### Años 2010
En el diciembre de 2009 realiza una apuntada cero de un nuevo talent show, Italia's Got Talent, que obtiene una óptima respuesta del público, tanto que propone un primer ciclo de apuestas en la primavera del 2010; en el programa la conductora asume el rol de juez junto a Gerry Scotti y Rudy Zerbi, mientras que los conductores son Simone Annicchiarico y Geppi Cucciari, esta última luego sustituida por la edición subsiguiente de Belén Rodríguez. La transmisión obtiene una buena audiencia también en la suya primera temporada, viniendo así confirmada para las temporadas subsiguientes con una nueva colocación al sábado por la noche, lográndola en combinación con sus compromisos estacionales con Hombres y mujeres, Hay puesta para ti y Amigos de Maria De Filippi.
```
De la temporada televisiva 2011/2012, la conductora está comprometida el sábado por la noche de Canal 5 para toda la temporada, desde septiembre hasta mayo, a continuación del debut de Amigos de Maria De Filippi en esta colocación televisiva.
[
cita
 
requerida
]
```

En el diciembre de 2012 se propone un nuevo programa producido por el Encanto PGT, The Winner Is, conducido por Gerry Scotti y Rudy Zerbi a jefe de los jueces, que la ve en la sola apariencia de productora. En el marzo de 2013  funda el canal-web "Witty TV", el cual transmite nuevos programas destinados exclusivamente a la web y confiados a Diana Del Búfalo y a Garrison Rochelle, juntos y conectados a Amigos y Hombres y mujeres , los dos principales programas de Canal 5 firmados por la Fascino PGT . En el julio de 2013 la De Filippi, con el personal del Encanto PGT, produce cuatro apuntadas del Music Summer Festival- Tezenis Live, un acontecimiento musical en el aire en primera velada sobre Canal 5 en el mes de julio y presentado porAlessia Marcuzzi y Simone Annicchiarico. El programa se confirma también para los subsiguientes veranos, siempre conducido por la Marcuzzi junta a Rudy Zerbi.[sin 
En la temporada de 2013/2014, la tira diaria de Amigos llega sobre Real Time, mientras sobre Canal 5 quedan los eventos habituales del sábado por la tarde. Mientras tanto el 9 de noviembre de 2013 coge el sitio de Maurizio Costanzo a la conducción de la Radio Costanzo Show de RTL 102.5.
 En el verano de 2014 vuelve a proponer después de nueve años el format de Verdadero amor, cambiando fórmula y nombre divenendo Temptation Island. La transmisión está conducida por Filippo Bisciglia.[sin  En el otoño de 2018 a la versión clásica, se añade también Temptation Island VIP, conducida por Simona Ventura.
Desde el 4 de octubre de 2014, a continuación a la pérdida de las legislaciones del format original Italia's Got Talent por Mediaset, es juez de un nuevo talent show para el sábado noche de Canal 5, Tù si que vales. En ocasión del Premio Regia Televisiva 2015 gana el premio como Mejor Personaje Femenino de la temporada televisiva. Además retira con Emma Marrón, Elisa y Giuliano Peparini el premio para Amici di Maria De Filippi "Amigos de Maria De Filippi".
 El 21 y 22 de septiembre de 2015 conduce las primeras dos apuntadas estacionales de Tira la noticia , junta con Michelle Hunziker,[sin  mientras que en los primeros meses del 2016 produce la edición italiana del programa ibérico Pequeños gigantes, conducido por Belén Rodríguez.
```
y .
La temporada televisiva 2016/2017 ve confirmados, en las usuales colocaciones del sábado por la noche, todos los programas por ella conducidos y producidos, en orden Tú sí que vales,Hay puesta para ti y Amigos de Maria De Filippi. En el mismo periodo produce, siempre para 
Canal 5
, el programa de primera noche 
Selfie - Las cosas que cambian
 (conducido por 
Simona Ventura
) y el teatro de variedades 
House Party (programa televisivo)
, con conductos variables y por ella presentado (juntas a 
Sabrina Ferilli
)en la primera apuesta.
[
cita
 
requerida
]
```

Conduce el Festival de Sanremo 2017 juntas con Carlos Cuente, en el aire desde el 7 hasta el 11 de febrero en vivo sobre Rai 1.
 El festival obtendrá un promedio del 51%, resultando el más seguido por el 2006.[sin 
.[sin En las temporadas 2017-2018 y 2018-2019 reprende todos sus programas: Hombres y mujeres en el daytime y los tres programas de primera noche Tù si que vales, Hay puesta para ti y Amigos de Maria De Filippi.[cita requerida]
En el 2019 conduce para las primeras apuntadas la primera edición de Amigos Celebrites, en el aire del 21 de septiembre en primera noche sobre Canal 5.

### Vida privada
Después de más de cinco años de compromiso, el 28 de agosto de 1995 Maria De Filippi se casa con Maurizio Costanzo, divenendo de hecho su cuarta esposa: el matrimonio ha sido celebrado con rito civil al común de Roma del entonces alcalde Francesco Rutelli. En el 2002 la pareja ha cogido en confío Gabriele, un chico a la época de diez años, que adoptarán luego en el 2004.
El 14 de mayo de 1993, junta a Maurizio Costanzo, la De Filippi fue víctima del fracasado atentado de vía Fauro en Roma, organizado por Qué Nuestra para represalia contra Costanzo, a la época realizador de diversos programas centrados en la lucha contra la mafia (Giovanni Falcone fue durante mucho tiempo un invitado recurrente del Maurizio Costanzo Show). El atentado preveía la explosión de un coche bomba llena de 100 kg de TNT colocada en vía Ruggero Fauro, poco alejada del teatro Parioli, lugar en el cual a la época se realizaba el Maurizio Costanzo Show y donde los dos habitualmente pasaban en coches para hacer vuelta a casa. El atentado no hizo víctimas gracias a una incertidumbre del sicario que desencadenó el detonador del coche bomba con algunos segundos de retraso frente al debido, en cuánto Costanzo y la De Filippi se encontraban en un coche diferente con respecto a aquella habitualmente usada, pero provocó sin embargo siete heridos, entre los cuales la conductora y una guardaespaldas de los dos, y considerables daños a los coches y a los edificios colindantes. La De Filippi declaró de haber quedado traumatizada del acontecimiento, tan de deber familiarizar nuevamente con la guía .

## Tele
- Amigos (Canal 5, 1992-1996; Italia 1, 1996-1997, 2000-2001)
- A los míos tiempos (Red 4, 1993)
- Amigos de noche (Canal 5, 1993-1997)
- Forum (Canal 5, 1995-1996)[32]
- Eva contra Eva (Canal 5, 1996)
- Hombres y mujeres (Canal 5, del 1996)
- Buen domingo (Canal 5, 1997-1998)[33]
- Sucedió mañana (Canal 5, 1998)
- Especiales Hombres y mujeres (Canal 5, 1998)
- Misión imposible (Canal 5, 1998)
- Parejas (Canal 5, 1999)
- Parejas - Monica Lewinsky (Canal 5, 1999)
- Parejas - Ciao amor (Canal 5, 1999)
- Golpe de escena (Canal 5, 1999)
- Hay puesta para ti (Canal 5, del 2000)
- Empiezo de nuevo de 20 (Canal 5, 2000)
- Gran Premio Internacional del Espectáculo (Canal 5, 2001)
- Serán famosos, a continuación rey-titulado Amigos de Maria De Filippi (Italia 1, 2001-2003; Canal 5, del 2002)
- Verdadero amor (Canal 5, 2005)
- Tira la noticia (Canal 5, 2005, 2015)
- Unan1mous (Canal 5, 2006)
- Festival de Sanremo (Rai 1, 2009, 2017)[34]
- Italia's Got Talent (Canal 5, 2009-2013) Jurada
- Tú sí que vales (Canal 5, del 2014) Jurada
- House Party (Canal 5, 2016) 1a apuntada
- Amigos Celebrities (Canal 5, 2019)[35]

### Productora
- Amigos (Canal 5, 1992-1996; Italia 1, 1996-1997, 2000-2001)
- Amigos de noche (Canal 5, 1993-1997)
- Eva contra Eva (Canal 5, 1996)
- Hombres y mujeres (Canal 5, del 1996)
- Hay puesta para ti (Canal 5, del 2000)
- Serán famosos a continuación rey-titulado Amigos de Maria De Filippi (Italia 1, 2001-2003; Canal 5, del 2002)
- Querer o volar (Canal 5, 2004)
- Grandes mañana (Italia 1, 2005)
- Verdadero amor (Canal 5, 2005)
- Unan1mous (Canal 5, 2006)
- Uno dos tres establo (Canal 5, 2007)
- El baile de las debuttanti (Canal 5, 2008)
- Italia's Got Talent (Canal 5, 200-2013)
- Let's dance (Canal 5, 2010)
- The winner is (Canal 5, 2012)
- Summer festival (Canal 5, 2013-2016, 2018)
- Temptation island (Canal 5, del 2014)
- Tú sí que vales (Canal 5, del 2014)
- Pequeños gigantes (Canal 5, 2016)
- Selfie - Las cosas cambian (Canal 5, 2016-2017)
- House party (Canal 5, 2016)
- Temptation Island VIP (Canal 5, del 2018)
- Amigos Celebrities (Canal 5, 2019)

## Filmografía
- Natal sobre el Nilo (2002) regia de Negros Parientes[36]
- Finalmente la felicidad (2011) regia de Leonardo Pieraccioni
- LOS Cesaroni - Seria TV, episodio El correo del corazón (Canal 5, 2008) regia de Francesco Vicario

En todos los tres casos se extraída de apariciones en el rol de sí misma: en Navidad sobre el Nilo una chica, entre los protagonistas de la película, quiere hacer la transmisión Serán famosos; en Finalmente la felicidad el protagonista es llamado por la hermana por Hay puesta para ti; por último, I Cesaroni, el protagonista es llamado por su hermano y por su mejor amigo gracias a Hay puesta para ti por hacerles una broma.

## Premios y reconocimientos
- 1995 - Telegatto Entretenimiento con huéspedes con Amigos[37]
- 1996 - Telegatto Entretenimiento con huéspedes con Amigos de noche[38]
- 1997 - Telegatto Personaje femenino del año
- 1998 - Telegatto Entretenimiento con huéspedes con Sucedió mañana
- 2000 - Telegatto Mejor talk show con Hay puesta para ti
- 2001 - Telegatto Mejor talk show con Hay puesta para ti[39]
- 2002 - Telegatto Mejor reality show con Serán famosos[40]
- 2002 - Telegatto Transmisión del año con Serán famosos
- 2003 - Telegatto Mejor reality show con Amigos de Maria De Filippi[41]
- 2003 - Telegatto Personaje femenino del año
- 2011 - Wind Music Award Premio especial "Arena de Verona"[42][43]
- 2012 - Premio Regia Televisiva categoría Top Ten con Italia's Got Talent
- 2013 - Premio Regia Televisiva categoría Top Ten con Italia's Got Talent
- 2015 - Premio Regia Televisiva categoría Top Ten con Amigos de Maria De Filippi
- 2015 - Premio Regia Televisiva categoría Personaje femenino del año
- 2017 - Premio Marisa Bellisario categoría Arte del espectáculo y empresarial